# George Timiș
George Timiș, né le 13 novembre 1968 à Buzău, est un footballeur roumain, qui évoluait au poste d'attaquant.

## Biographie
George Timiș joue un match en Coupe de l'UEFA, et une rencontre en Coupe des coupes.

## Palmarès
- Championnat de Roumanie
  - Vice-champion : 1988

- Coupe de Tunisie
  - Vainqueur : 1991[3]
  - Finaliste : 1993[4]

- Championnat du Koweït
  - Champion : 1998